# Aeronca Defender
Aeronca Defender — лёгкий двухместный учебный самолёт, выпускавшийся серийно в США компанией Aeronca Aircraft Inc с 1940 по 1941 по Программе обучения гражданских пилотов (ПОГП). Было произведено 369 самолётов.

## История
Программа обучения гражданских пилотов (англ. Civilian Pilot Training (CPT) program) была объявлена президентом США Рузвельтом 27 декабря 1938 года. Согласно этой программе в США должны были быть созданы и начать работу центры по подготовке гражданских пилотов, которые, в случае войны, могли бы выполнять вспомогательные функции в рядах ВВС, не требуя значительного времени на переподготовку.
Aeronca стала одной из первых компаний, предоставивших для этой программы самолёт — выпущенный в серию в 1938 году Aeronca Tandem. Самолёт использовался для этой программы практически без изменений и производился в различных модификациях. В 1940 году Aeronca поставила на Tandem другой двигатель, 50-сильный Lycoming и изменила название самолёта — Defender. Позже двигатели меняли ещё дважды, доведя его мощность до 65 л.с.
Все самолёты были отправлены в обучающие центры, а также для Гражданского Аэронавигационного Патруля. В свободную продажу самолёт не поступал. В 1941 году Aeronca переоборудовала самолёт для военных целей и начала поставки для ВВС США под названием Aeronca Grasshopper.
В настоящее время в различных музеях в США сохраняется не более 10 машин. Данных о том, может ли хоть одна из них подниматься в воздух — нет.

## Конструкция
Самолёт построен по схеме высокоплана. Ученик и инструктор размещались в кабине друг за другом. Управление при помощи ручки джойстика.
Хвост и фюзеляж сформированы при помощи сварных металлических труб. Внешняя поверхность формируется при помощи деревянных нервюр и лонжеронов, обтянутых плотной тканью. Крылья собираются также из алюминиевых конструкций, формирующих ячеистую поверхность, обтягиваемую тканью. Снизу крылья подпираются двумя металлическими подкосами каждое.
Шасси неубираемые, с управляющим хвостовым колесом. 
Винт двухлопастной, деревянный, установлен в передней части фюзеляжа. Шаг винта неизменяемый.

## Лётно-технические характеристики
Источник данных: Уголок неба

Технические характеристики
- Экипаж: 2 чел.
- Длина: 6,67 м
- Размах крыла: 10,67 м
- Высота: 2,74 м
- Площадь крыла: 15,60 м²
- Масса пустого: 379 кг
- Максимальная взлётная масса: 572 кг
- Силовая установка: 1 × ПД Lycoming O-145
- Мощность двигателей: 1 × 65 кВт

Лётные характеристики
- Максимальная скорость: 139 км/ч
- Крейсерская скорость: 126 км/ч
- Практическая дальность: 350 км
- Практический потолок: 3050 м

## Модификации
- Aeronca 65TAC Defender — базовая модель. Построено 154 экземпляров.
- Aeronca 65TAF Defender — модель с двигателем Franklin 4AC, мощностью 65 л.с. Построено 115 экземпляров.
- Aeronca 65TAL Defender — модель с двигателем Lycoming O-145 мощностью 65 л.с. Построено 100 экземпляров.